# Mimudea flavinotata
Mimudea flavinotata là một loài bướm đêm trong họ Crambidae.